# جامعة دالهاوسي
جامعة دالهوزي (بالإنجليزية: Dalhousie University)، هي جامعة بحثية عامة كبيرة تقع في نوفا سكوشا، كندا، وتضم ثلاثة فروع في هاليفاكس، وفرعًا رابعًا في بايبل هيل، وفرعًا ثانيًا لكلية الطب في سانت جون، نيو برونزويك. تقدم الجامعة أكثر من 200 برنامج دراسي عبر 13 كلية تشمل برامج البكالوريوس والدراسات العليا والتخصصات المهنية. جامعة دالهوزي عضو في مجموعة U15، وهو تحالف يضم الجامعات الكندية التي تركز على البحث العلمي المكثف.
تأسست الجامعة أصلاً تحت اسم "كلية دالهوزي" عام 1818 كمؤسسة غير طائفية على يد جورج رامساي [الإنجليزية]، الحاكم العام لنوفا سكوشا والحاصل على لقب إيرل دالهوزي التاسع، مع توماس مكولوخ [الإنجليزية]، مصلح التعليم، كأول مدير لها. رغم ذلك، لم تُعقد أولى دروس الكلية إلا عام 1838، وكانت النشاطات فيها متقطعة بسبب مشاكل مالية. أعيد تنظيم الكلية عام 1863 تحت اسم "مجلس حكام كلية وجامعة دالهوزي". في عام 1997، تغير اسم المؤسسة رسميًا إلى "جامعة دالهوزي" عبر قانون إقليمي دمج الجامعة مع الجامعة التقنية في نوفا سكوشا.
تتنافس فرق الجامعة الرياضية، المعروفة بـ "النمور"، في مؤتمر أتلانتيك يونيفيرسيتي سبورت الخاص بالرياضات الجامعية الكندية. أما فرق كلية الزراعة في الجامعة فتعرف باسم "كباش دالهوزي" وتتنافس في اتحادات رابطة الأطلسي لألعاب القوى الجامعية والرابطة الرياضية الجامعية الكندية. جامعة دالهوزي جامعة مختلطة تضم أكثر من 20,000 طالب وطالبة وأكثر من 150,000 خريج حول العالم. من بين خريجي الجامعة البارزين يوجد حاصل واحد على جائزة نوبل و94 حاصل على منحة رودس.

## الحرم الجامعي
الجامعة تتكون من خمسة أحرُم جامعية رئيسية هي سكستون وكارلتون وبارتون بهاليفاكس وكلية الزراعة بمدينة ترورو. حرم ساكستون يوجد به كلية الهندسة والعمارة وحرم كارلتون يوجد به كلية الطب العام والأسنان وباتون يقع به مركز الملكة اليزابيث الثانية للعلوم الطبية اما حرم ستدلي فيوجد به بقية الكليات.

## الشؤون الأكاديمية
دلهاوزي جامعة مدعومة حكوميا وعضو في اتحاد الجامعات والكليات الكندية. يوجد 16,693 طالب وطالبة في الجامعة و 3,700 مادة علمية ضمن 180 تخصص متاح.

### المكانة
جامعة دلهاوزي دأبت في الحصول على المراتب العليا بين أفضل الجامعات الكندية. في عام 2010, التصنيف العالمي للجامعات وضع دلهاوزي في المركز 193 من بين أكثر من 12,000 جامعة مصنفة عالمياً. على الصعيد الوطني، احتلت معظم الكليات المركز السابع.

### الأبحاث
من بين 50 جامعة في كندا، وكالة الابحاث الوطنية وضعت دلهاوزي في المرتبة السادسة عشرة من حيث كثافة الابحاث وقدر متوسط المخصص المالي لكل باحث بـ 125,689$. وبين عامي 2003 و 2004, ذا ساينتس ماجازين (المجلة العلمية) وضعت دلهاوزي ضمن أفضل خمس جامعات في العالم خارج أمريكا لطرح وعمل الابحاث ما بعد درجة الدكتوراة.

## أشهر خريجي الجامعة
- آرثر ب. ماكدونالد: عالم فيزياء فلكية وحائز على جائزة نوبل في الفيزياء عام 2015 لاكتشافه تغير هوية وكتلة جسيمات النيوترينو، كما نال جائزة هيرزبرغ وجائزة بنجامين فرانكلين في الفيزياء.
- دونالد أ. هب: عالم نفس عصبي ساهم في تطوير مجال علم النفس العصبي.
- كاثرين د. سوليفان: أول امرأة أمريكية تمشي في الفضاء.
- جيف داهن: باحث بارز في كيمياء بطاريات الليثيوم وعملية شيخوختها.
- إ. إليزابيث باتون: أستاذة متخصصة في جينات الملانومة واكتشاف الأدوية، وعضوة في الجمعية الملكية في إدنبرة.
- ر. ب. بينيت: أحد رؤساء وزراء كندا.
- جو كلارك: أحد رؤساء وزراء كندا.
- براين مولروني: أحد رؤساء وزراء كندا.
- جون كروسبي: شغل منصب حاكم مقاطعة.
- مايرا فريمان: شغلت منصب حاكم مقاطعة.
- كلارنس جوس: شغل منصب حاكم مقاطعة.
- جون كييلر ماكاي: شغل منصب حاكم مقاطعة.
- هنري بول ماكين: شغل منصب حاكم مقاطعة.
- جون روبرت نيكلسون: شغل منصب حاكم مقاطعة.
- فابيَن أوديا: شغل منصب حاكم مقاطعة.
- ألبرت والش: شغل منصب حاكم مقاطعة.
- ألان بلاكيني: شغل منصب رئيس وزراء مقاطعة.
- جون بوكانان: شغل منصب رئيس وزراء مقاطعة.
- أليكس كامبل: شغل منصب رئيس وزراء مقاطعة.
- آمور دي كوسموس: شغل منصب رئيس وزراء مقاطعة.
- داريل ديكستر: شغل منصب رئيس وزراء مقاطعة.
- ديفيد إبي: شغل منصب رئيس وزراء مقاطعة.
- جو غيز: شغل منصب رئيس وزراء مقاطعة.
- جون هام: شغل منصب رئيس وزراء مقاطعة.
- أنجوس لويس ماكدونالد: شغل منصب رئيس وزراء مقاطعة.
- راسل ماكليلان: شغل منصب رئيس وزراء مقاطعة.
- جيرالد ريجان: شغل منصب رئيس وزراء مقاطعة.
- روبرت ستانفيلد: شغل منصب رئيس وزراء مقاطعة.
- كلايد ويلز: شغل منصب رئيس وزراء مقاطعة.
- داني ويليامز: شغل منصب رئيس وزراء مقاطعة.
- بيرثا ويلسون: أول امرأة تعينت في المحكمة العليا لكندا، وخريجة كلية الحقوق بجامعة دالهوزي.
- لوسي مود مونتغومري: مؤلفة شهيرة لسلسلة روايات "آن في غرين غيبلز".
- جيمي بيلي: المدير التنفيذي السابق لاتحاد الائتمان الأطلنطي.
- غراهام داي: المدير التنفيذي السابق لشركة بناء السفن البريطانية.
- شون دورفي: المدير التنفيذي السابق لشركة ويست جت.
- تشارلز بيتر ماكولو: الرئيس التنفيذي السابق لشركة زيروكس.